# 100 mètres féminin aux Jeux olympiques d'été de 1936 (athlétisme)
Navigation
Los Angeles 1932 Londres 1948
L'épreuve du 100 mètres féminin aux Jeux olympiques d'été de 1936 s'est déroulé le 3 et 4 août 1936 au Stade olympique de Berlin, en Allemagne. Elle est remportée par l'Américaine Helen Stephens.

## Faits marquants
30 concurrentes représentant 15 nations participent à l'épreuve.
L'Américaine Helen Stephens, mesurant 1,82 m pour 75 kg, avait commencé à concourir en 1935, année où elle avait battu en 11 s 6 le record du monde que possédait la Polonaise Stanisława Walasiewicz. En début de saison elle avait couru en 11 s 5 (record non homologué), tandis que Walasiewicz en était à  11 s 6.
En séries, Stephens est la seule à descendre sous les 12 secondes, courant en 11 s 4, mais avec un vent trop favorable. Elle remporte sa demi-finale en 11 s 5 (vent favorable) devant l'Allemande Käthe Krauss, seule autre coureuse sous les 12 s, qui en 1934 avait battu Walasiewicz sur 100 m et sur 200 m aux Jeux mondiaux féminins.
Lors de la finale, Stephens l'emporte, à nouveau en 11 s 5 venté, avec deux mètres d'avance sur la Polonaise, Krauss complétant le podium.

## Résultats

### Finale
| Rang               | Athlète                | Pays           | Temps      |
| ------------------ | ---------------------- | -------------- | ---------- |
| Médaille d'or      | Helen Stephens         | États-Unis     | 11 s 5 (w) |
| Médaille d'argent  | Stanisława Walasiewicz | Pologne        | 11 s 7     |
| Médaille de bronze | Käthe Krauss           | Reich allemand | 11 s 9     |
| 4                  | Marie Dollinger        | Reich allemand | 12 s 0     |
| 5                  | Annette Rogers         | États-Unis     | 12 s 2     |
| 6                  | Emmy Albus             | Reich allemand | 12 s 3     |

### Demi-finales
Les trois premières de chaque série se qualifient pour la finale.
| Rang | Athlète         | Pays           | Temps      | Note |
| ---- | --------------- | -------------- | ---------- | ---- |
| 1    | Helen Stephens  | États-Unis     | 11 s 5 (w) | Q    |
| 2    | Käthe Krauss    | Reich allemand | 11 s 9     | Q    |
| 3    | Emmy Albus      | États-Unis     | 12 s 2     | Q    |
| 4    | Eileen Hiscock  | Royaume-Uni    |            |      |
| 5    | Aileen Meagher  | Canada         |            |      |
| 6    | Johanna Vancura | Autriche       |            |      |

| Rang | Athlète                | Pays           | Temps  | Note |
| ---- | ---------------------- | -------------- | ------ | ---- |
| 1    | Marie Dollinger        | Reich allemand | 12 s 0 | Q    |
| 2    | Stanisława Walasiewicz | Pologne        | 12 s 0 | Q    |
| 3    | Annette Rogers         | États-Unis     | 12 s 1 | Q    |
| 4    | Barbara Burke          | Royaume-Uni    | 12 s 2 |      |
| 5    | Mildred Dolson         | Canada         |        |      |
| 6    | Rauni Essman           | Finlande       |        |      |

### Séries
Les deux premières de chaque série se qualifient pour les demi-finales.
| Rang | Athlète         | Pays           | Temps  | Note |
| ---- | --------------- | -------------- | ------ | ---- |
| 1    | Emmy Albus      | Reich allemand | 12 s 4 | Q    |
| 2    | Johanna Vancura | Autriche       | 12 s 5 | Q    |
| 3    | Hilda Cameron   | Canada         | 12 s 7 |      |
| 4    | Harriet Bland   | États-Unis     |        |      |
| 5    | Raili Halttu    | Finlande       |        |      |

| Rang | Athlète        | Pays        | Temps      | Note |
| ---- | -------------- | ----------- | ---------- | ---- |
| 1    | Helen Stephens | États-Unis  | 11 s 4 (w) | Q    |
| 2    | Mildred Dolson | Canada      | 12 s 3     | Q    |
| 3    | Grete Neumann  | Autriche    | 12 s 9     |      |
| 4    | Etsuko Komiya  | Japon       |            |      |
| 5    | Flora Hofman   | Yougoslavie |            |      |

| Rang | Athlète                | Pays                | Temps  | Note |
| ---- | ---------------------- | ------------------- | ------ | ---- |
| 1    | Stanisława Walasiewicz | Pologne             | 12 s 5 | Q    |
| 2    | Rauni Essman           | Finlande            | 12 s 8 | Q    |
| 3    | Lies Koning            | Pays-Bas            | 12 s 9 |      |
| 4    | Marguerite Perrou      | France              |        |      |
| 5    | Li Sen                 | République de Chine |        |      |

| Rang | Athlète           | Pays        | Temps  | Note |
| ---- | ----------------- | ----------- | ------ | ---- |
| 1    | Eileen Hiscock    | Royaume-Uni | 12 s 6 | Q    |
| 2    | Annette Rogers    | États-Unis  | 12 s 8 | Q    |
| 3    | Ali de Vries      | Pays-Bas    | 13 s 0 |      |
| 4    | Charlotte Machmer | Autriche    |        |      |
| 5    | Ebba From         | Finlande    |        |      |

| Rang | Athlète         | Pays           | Temps  | Note |
| ---- | --------------- | -------------- | ------ | ---- |
| 1    | Käthe Krauss    | Reich allemand | 12 s 1 | Q    |
| 2    | Aileen Meagher  | Canada         | 12 s 4 | Q    |
| 3    | Audrey Brown    | Royaume-Uni    | 12 s 6 |      |
| 4    | Vera Romanië    | Yougoslavie    |        |      |
| 5    | Claudia Testoni | Italie         |        |      |

| Rang | Athlète                     | Pays             | Temps  | Note |
| ---- | --------------------------- | ---------------- | ------ | ---- |
| 1    | Marie Dollinger             | Reich allemand   | 12 s 0 | Q    |
| 2    | Barbara Burke               | Royaume-Uni      | 12 s 4 | Q    |
| 3    | Domnitsa Lanitou-Kavounidou | Royaume de Grèce | 12 s 8 |      |
| 4    | Yvonne Mabille              | France           |        |      |
| 5    | Raquel Martinez             | Chili            |        |      |

## Légende
Records et Performances
- AR : Record continental (area record)
- CR : Record des championnats (championship record)
- MR : Record du meeting (meet record)
- NR : Record national (national record)
- OR : Record olympique (olympic record)
- PR : Record paralympique (paralympic record)
- PB : Record personnel (personal best)
- SB : Meilleure performance personnelle de la saison (season's best)
- WL : Meilleure performance mondiale de l'année (world leader)
- WJR : Record du monde junior (world junior record)
- WR : Record du monde (world record)

Circonstances et Conditions
- DNF : N'a pas terminé (did not finish)
- DNS : N'a pas pris le départ (did not start)
- DQ : Disqualification (disqualification)
- NM : Aucun essai valable enregistré (No Mark)
- Q : Qualifié « directement » au prochain tour (ou à la prochaine compétition), lors d'une compétition majeure, grâce au classement ou à la réalisation des minima (automatic qualifier)
- q : Qualifié au prochain tour (ou à la prochaine compétition), lors d'une compétition majeure, grâce au repêchage ou à la réalisation de l'une des meilleures performances parmi celles des « non qualifiés directement » (grâce au meilleur temps ou à la meilleure distance par exemple) (secondary qualifier)